# Courthiézy
Courthiézy település Franciaországban, Marne megyében. Lakosainak száma 344 fő (2022. január 1.). Courthiézy Passy-sur-Marne, Reuilly-Sauvigny, Trélou-sur-Marne, Dormans és Vallées en Champagne községekkel határos.

## Népesség
A település népességének változása:
| Lakosok száma | 217  | 260  | 300  | 346  | 352  | 363  | 360  | 347  | 346  | 344  |
|               | 1968 | 1982 | 1990 | 2006 | 2013 | 2015 | 2017 | 2019 | 2020 | 2022 |